# Maartin Allcock
Pour les articles homonymes, voir Allcock.
Maartin Allcock, né le 5 janvier 1957 à  Middleton (Grand Manchester) et mort le 16 septembre 2018, également connu sous le nom de Martin Allcock, est un musicien multi-instrumentiste et réalisateur artistique britannique.
Il a fait partie du groupe Fairport Convention pendant onze ans et du groupe Jethro Tull pendant quatre ans.

## Biographie
Né à Middleton (Grand Manchester), Martin Allcock étudie la musique à Huddersfield et Leeds. Il commence à jouer professionnellement en janvier 1976, en jouant dans des orchestres de danse et clubs folkloriques. Sa première tournée a lieu en 1977 avec Mike Harding comme l'un des Cowboys Brown Ale. Il va en Bretagne en 1978, pour un séjour temporaire, mais finit inévitablement par rester plus longtemps que prévu, et y apprend la cuisine. De retour à Manchester, il étudie la cuisine et est diplômé pour devenir chef cuisinier, travaillant dans les îles Shetland en 1980.
En 1981, il rejoint le Bully Wee Band, un groupe folklorique celtique, qui le conduit à un passage de 11 ans en tant que guitariste avec le groupe de folk électrique, Fairport Convention, d'octobre 1985 à décembre 1996, et simultanément quatre ans comme claviériste avec le groupe rock Jethro Tull à partir de janvier 1988 jusqu'à décembre 1991. L'été 1991, il joue également des claviers pour The Mission. Il travaille à la pige depuis son domicile sur la côte ouest de Snowdonia comme un homme de session et producteur de disques.

### Travail de studio et de production
La carrière de Maartin Allcock en studio comprend plus de 200 albums, dont Robert Plant, Beverley Craven, Judith Durham, le guitariste breton Dan Ar Braz (six albums), Ralph McTell, Yusuf Islam, Dave Swarbrick et Dafydd Iwan. Il commence à produire de la musique galloise en 2005 et produit dix albums pour le label Sain à Caernarfon. Au Royaume-Uni, il est bassiste et directeur de tournée pour Beth Nielsen Chapman, auteur-compositeur du groupe Nashville.

## Discographie

### Albums solo
- 1990 : Maart
- 1999 : OX15
- 2004 : Serving Suggestion

### Fairport Convention
- Here Live Tonight (Australie, 1986)
- Expletive Delighted (1986)
- More Live Tonight (Australie, 1986)
- Cropredy Capers (vidéo, 1987)
- Meet On The Ledge (1987)
- The Other Boot (1987)
- In Real Time (Live '87)
- In Real Time (vidéo, 1987)
- The Third Leg Woodworm (1988)
- Red & Gold (1989)
- The Five Seasons (1991)
- Legends (vidéo, 1991)
- 25th Anniversary Live (2 CD, 1992)
- Jewel In The Crown Woodworm (1995)
- Old.New.Borrowed.Blue (1996)

### Collaborations
- Ralph McTell, Bridge Of Sighs (1987)
- Simon Nicol, Before Your Time (1987)
- Ralph McTell, Love Songs(1989)
- Jethro Tull, Rock Island (1989)
- Kieran Halpin, Crystal Ball Gazing (1989)
- Beverley Craven, Beverley Craven (1990)
- Steve Ashley, Mysterious Ways (1990)
- Dan Ar Braz, Songs (1990)
- Dan Ar Braz, Borders of salt : Frontières de sel  (1991)
- Kieran Halpin, Mission Street (1991)
- Ralph McTell, Silver Celebration (1992)
- Ralph McTell, The Boy With The Note (1992)
- Dan Ar Braz, Les Îles de la mémoire (1992)
- Dan Ar Braz, Rêves de Siam (1992)
- Dan Ar Braz, Xavier Grall (1992)
- Simon Nicol, Consonant Please Carol (1992)
- Robert Plant, Fate Of Nations (1993)
- Ralph McTell, Alphabet Zoo (1993)
- Beverley Craven, Love Scenes (1993)
- Beth Nielsen Chapman, Beth Nielsen Chapman (2e album) (1993)
- Les Barker, Gnus and Roses (1994)
- Ralph McTell, Slide Away The Screen (1994)
- Dan Ar Braz, Theme for the Green Lands (1994)
- Ashley Hutchings, Twangin' 'n' a-Traddin' (1994)
- Ashley Hutchings, The Guv'nor's Big Birthday Bash (1995)
- Billy Connolly, Musical Tour Of Scotland (1995)
- Judith Durham, Mona Lisas (1996)
- Mandolin Allstars, 1st album (1996)
- Steve Tilston/Maggie Boyle, All Under the Sun (1996)
- Chris Leslie, The Flow (1997)
- The Simon Mayor Quintet, Mandolinquents (1997)
- WAZ!, WAZ! (1998)
- Dave Pegg And Friends, Birthday Party (1998)
- Steve Gibbons, The Dylan Project (1998)
- WAZ!, Fully Chromatic (1999)
- David Hughes, Recognised (2000)
- Ralph McTell, Red Sky (2000)
- Hope & Glory (bande-son) (2000)
- Sally Barker, Another Train (2000)
- Emily Slade, Shire Boy (2001)
- Kieran Halpin, Back Smiling Again (2002)
- Alistair Russell, A19 (2002)
- John Wright, Dangerous Times (2002)

### Producteur artistique
- Ralph McTell, Sand In Your Shoes (1995)

## Songbooks
- Fairport Convention Songbook: 42 things from 25 years - 1993
- Allan Taylor We Must Journey On - 1997
- Songbook 2: 58 Pieces from the First 30 Years of Fairport Convention - 1998
- Kieran Halpin Songbook One - 2000
- Dave Swarbrick Fiddlecase Tunebook - 2003
- Kieran Halpin Songbook Two - 2004
- Fairport Convention Songbook One v2.0 - 2004
- Beth Nielsen Chapman Hymns - 2004
- Sandy Denny The Complete Sandy Denny Songbook - 2005